# O'Hare International Airport
O'Hare International Airport is een vliegveld 27 kilometer ten noordwesten van Chicago. Dit vliegveld werd in 1942 en 1943 gebouwd ten behoeve van de oorlogsluchtvaart. Langzamerhand werden er ook passagiers vervoerd en groeide het uit tot een van de grootste vliegvelden ter wereld. Het is genoemd naar Edward O'Hare, de eerste grote held van de Amerikaanse marine in de Tweede Wereldoorlog.
In het recordjaar 2007 verwerkte de luchthaven 76 miljoen passagiers. Dit maakte O'Hare het op twee na drukste vliegveld van de wereld. In 2010 betrof het 66.665.390 passagiers en plaats 3. In 2017 werden bijna 80 miljoen passagiers vervoerd, maar desondanks zakte de luchthaven naar de zesde plaats wereldwijd.
Het vliegveld is de belangrijkste hub voor de luchtvaartmaatschappij United Airlines en de op een na belangrijkste hub voor American Airlines. O'Hare heeft vijf terminals en 178 gates.
O'Hare heeft ook een sterke positie als internationale luchthaven in de Verenigde Staten met vluchten naar 60 buitenlandse bestemmingen. Enkel John F. Kennedy International Airport in New York, Los Angeles International Airport en Miami International Airport bedienen meer buitenlandse bestemmingen. De verbinding met Brussels Airport verzorgd door American Airlines stopte in september 2011. Wel vliegt sinds 2010 ook United Airlines tussen Chicago en Brussel. Er zijn drie luchtvaartmaatschappijen die de verbinding met Schiphol aanbieden: United Airlines, KLM en Martinair (alleen vrachtverkeer).

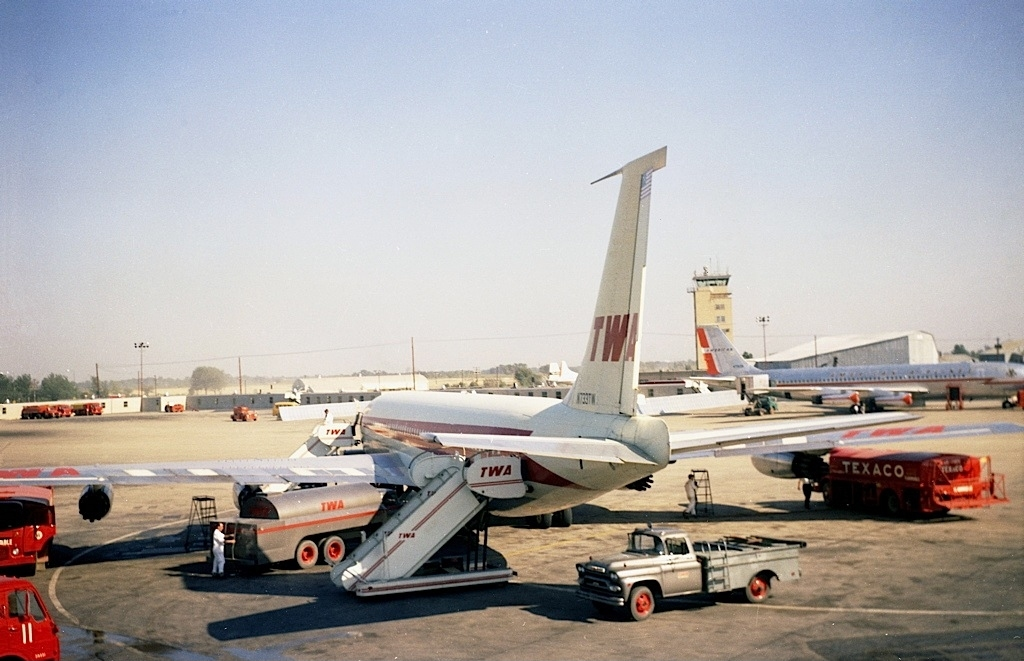
1959
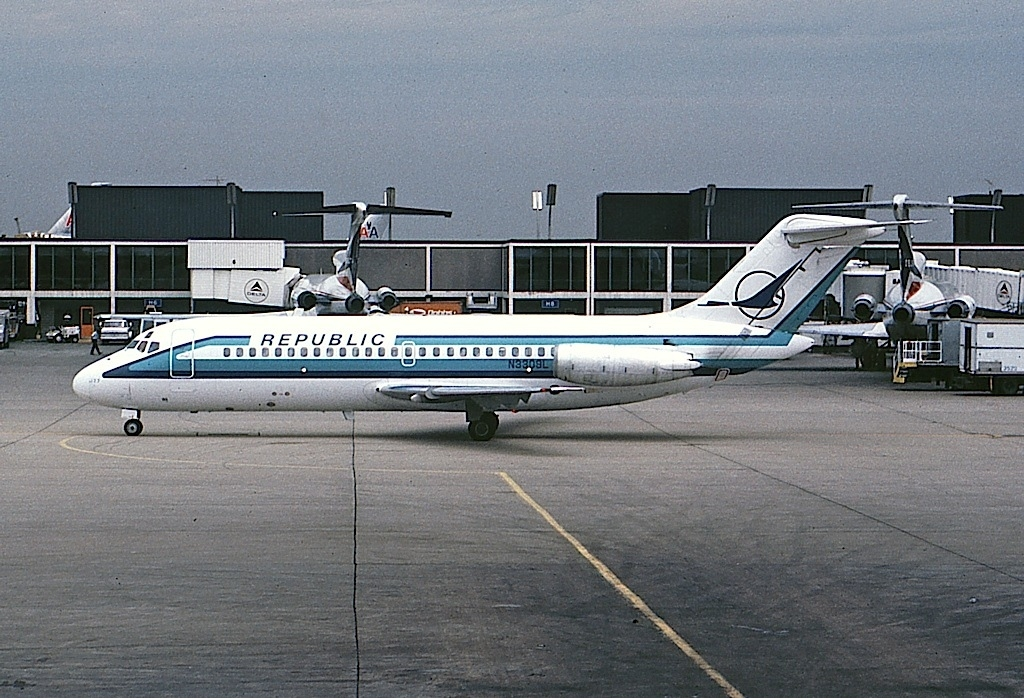
1980
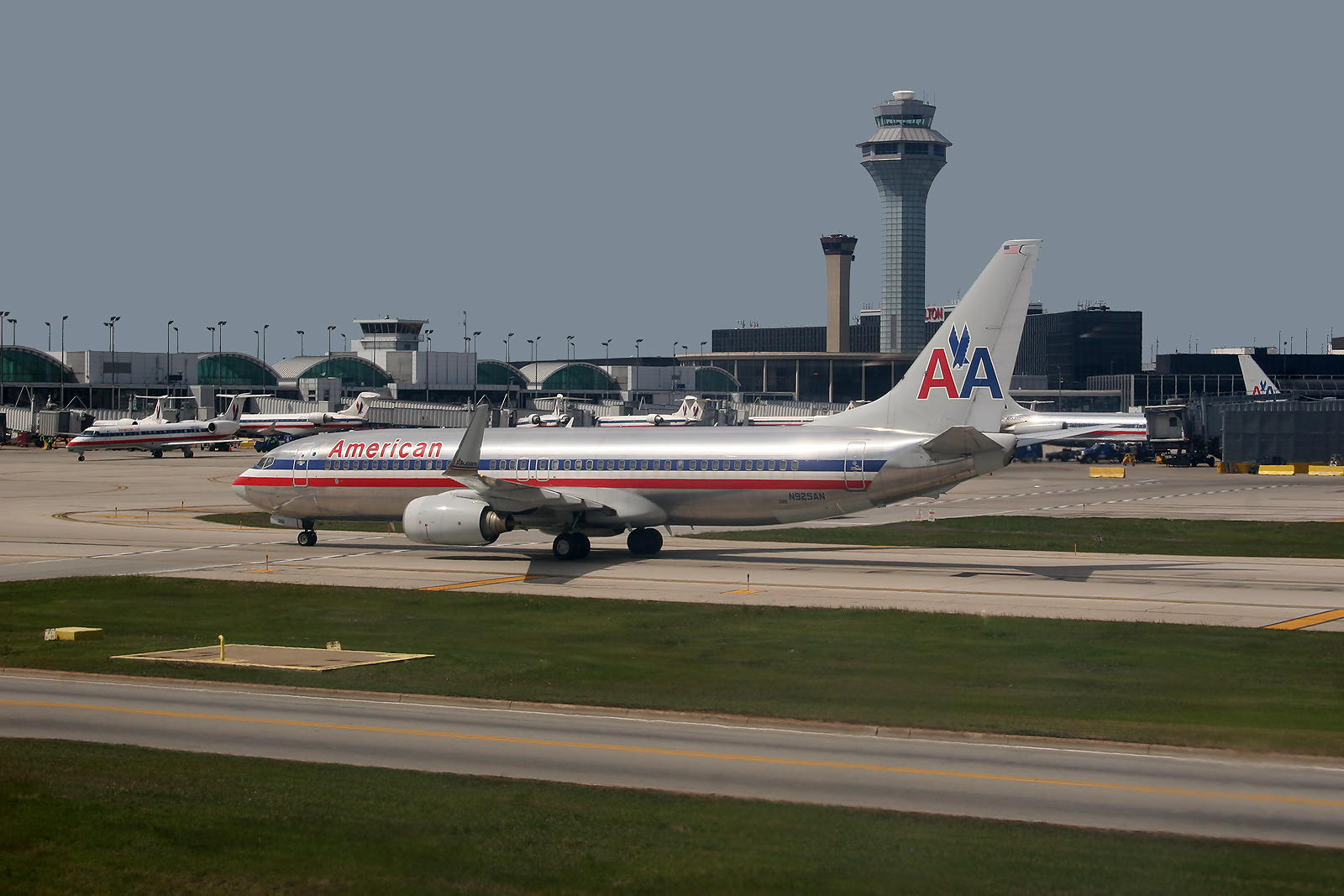
2012
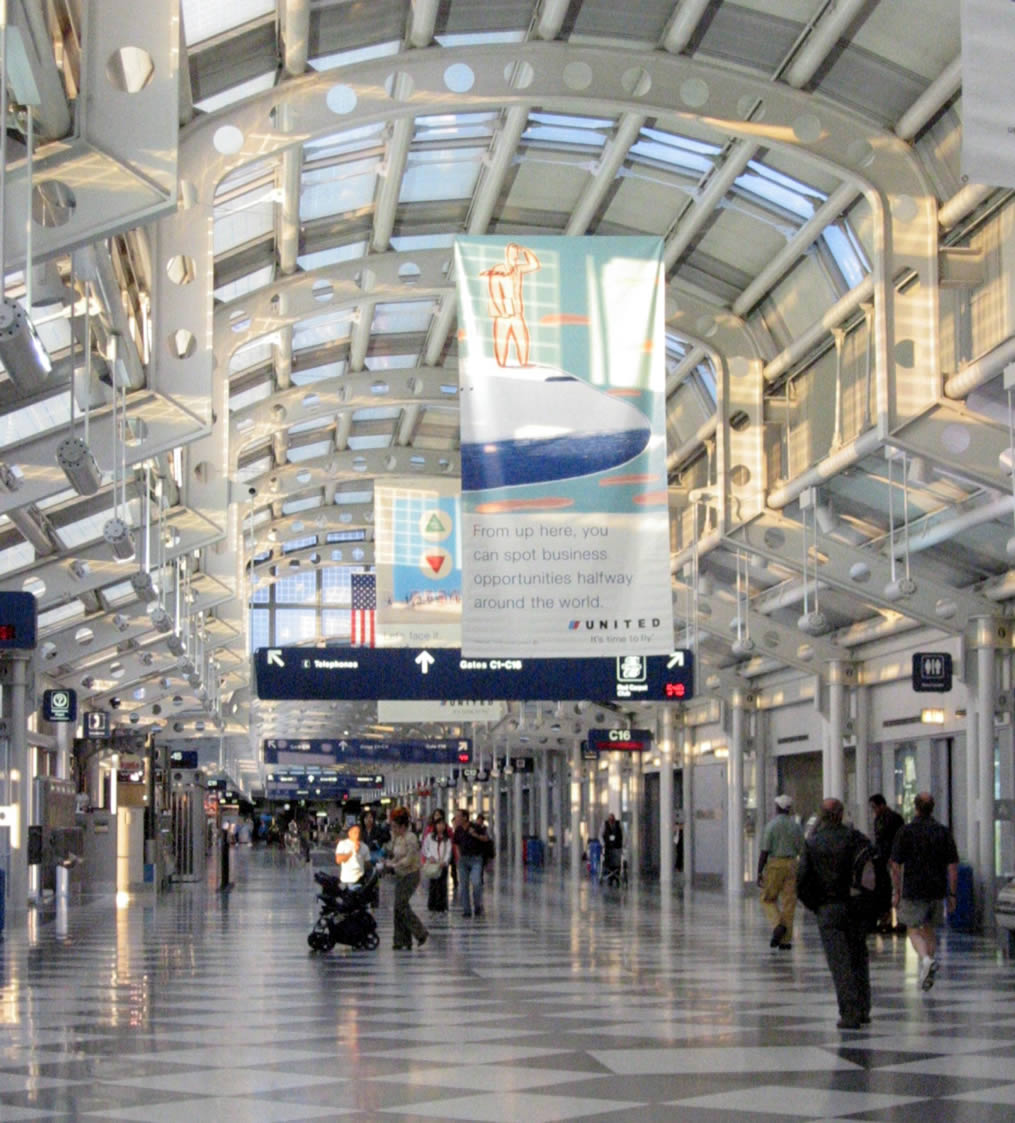
Concourse C